# إنجي علاء
إنجي علاء (3 مارس 1983) هي كاتبة مصرية، تخرجت في الجامعة الأمريكية بالقاهرة وتملك مجلة تصدر بالإنجليزية تسمى ابتهاج، وهي كاتبة رواية قانون الكارما ورواية لعبة إبليس، والزوجة السابقة للممثل المصري يوسف الشريف ،
عملت أيضاً مصممة أزياء/ ستايلست لبعض الأعمال الدرامية مثل الصياد ولعبة إبليس والقيصر واختيار إجباري وكفر دلهاب والشارع اللي ورانا.

## السيرة الذاتية
تخرجت إنجي علاء من كليه الاعلام قسم صحافة من الجامعة الأمريكية بالقاهرة، وبالإضافة الي دراستها للصحافة فدرست علوم سياسيه ودراما في مسرح الفلكي وتخصصت في تصميم أزياء الشخصيات الدرامية والمؤثرات الخاصة بالمكياج وشغلت منصب نائب رئيس تحرير جريدة الجامعة الأمريكية (CARAVAN) وبعد تخرجها مباشرة عملت بمجال الصحافة ثم أصدرت مجلتها الخاصة مجلة يوفوريا وفي عام 2009 تزوجت من الفنان يوسف الشريف ثم اتجهت في عام 2010 للعمل كاستايلست خاصه بالفنان يوسف الشريف في مسلسل المواطن اكس الجدير بالذكر أن النجم يوسف الشريف في مسلسل «المواطن إكس» استعان بإنجي لخبرتها الطويلة في مجال المسرح والمجلات التي تفوق العشر سنوات وبالفعل لقي شكل واستايل يوسف الشريف في المسلسل نجاح باهر لذلك استعان بها بعد ذلك في مسلسل «رقم مجهول»، «زي الورد» و«أسم مؤقت». وفي عام 2013 شاركت انجي بظهور خاص في مسلسل اسم مؤقت وظهرت بشخصيتها الحقيقيه كاعلاميه وتوسعت انجي علاء حيث أصبحت مصممة ازياء وستايلست لجميع شخصيات مسلسل الصياد عام 2014 ثم مسلسل لعبة إبليس 2015 الذي قامت بتأليف قصته ثم القيصر 2016 ثم اخبار اجباري في نفس العام ثم كفر دلهاب 2017 ثم الشارع اللي ورانا في نفس العام كما أنها مؤلفة رواية لعبة إبليس ورواية قانون الكارما في عام 2018.

## أعمالها
| السنة | تصميم الأزياء                | التأليف                            |
| ----- | ---------------------------- | ---------------------------------- |
| 2011  | المواطن x                    |                                    |
| 2012  | رقم مجهول                    |                                    |
| 2012  | زي الورد                     |                                    |
| 2013  | اسم مؤقت                     |                                    |
| 2014  | الصياد                       |                                    |
| 2015  | لعبة إبليس                   | لعبة إبليس                         |
| 2016  | القيصر، اختيار إجباري        | اختيار إجباري                      |
| 2017  | كفر دلهاب، الشارع اللي ورانا |                                    |
| 2018  |                              | رواية قانون الكارما                |
| 2019  |                              | رواية الأشقر مروان، مسلسل بلا دليل |
| 2020  | مسلسل النهاية                |                                    |

## التكريمات
- أفضل تصميم أزياء درامية من دير جيست لعام 2017 [3]
- أفضل مؤلفة خلال رمضان في استفتاء الوطن [4]
- أفضل تصميم أزياء من استفتاء الجمهور من وشوشة [5]
- أفضل تأليف قصة درامية عن لعبة إبليس من مهرجان القنوات الفضائية [6]